# 星の降る刻
『星の降る刻』（ほしのふるとき）は、2005年（平成17年）9月22日にアイデアファクトリーから発売されたPlayStation 2用女性向け恋愛アドベンチャーゲーム。キャラクターデザインはカズキヨネが担当。主題歌は、Wishful BLankが手がけている。

## 内容
プレイヤーは主人公の女子高生（支倉茜）となって、2週間後に起こるという天変地異を防ぐことが目的。ゲームは、主人公の周りに現れる7人の男性キャラクターと協力したりすることにより、進んでいく。また、特定の条件を満たすことにより、本来のゲームのシナリオルートとは違った、別のシナリオルートを楽しむことができるようになっている。

## 登場人物
- 支倉茜（声：なし）
- 朝倉祐介（声：高橋直純）
- 松浦隆史（声：浜田賢二）
- 有馬俊（声：小野大輔）
- 真壁龍之介（声：野宮一範）
- 大道寺隼人（声：池崎リョウ）
- 金森葵（声：伊東隼人）
- 金森匡（声：古島清孝）
- 黒川頼子（声：なし）
- 朝比奈恵（声：なし）
- 遠山里佳子（声：なし）

## その他
2009年（平成21年）にPlayStation Portable専用ゲームソフト『星の降る刻 ポータブル』が発売予定であったが、2010年（平成22年）に発売中止が発表された。
また、アイデアファクトリーのプロデューサーは本作の発売により、だんだんと女性向けゲームのノウハウや市場を理解できたと、サイゾーウーマンの山口小夏とのインタビューの中で話している。